# 阿夫特海峡
阿夫特海峡（Raftsundet）是挪威诺尔兰郡的一个海峡。海峡长度為25公里，位于欣島和奧斯特法島之间。海峡北口附近有一個橫跨海峽的拉夫松大桥
。